# Noctis Labyrinthus
Das Noctis Labyrinthus (lateinisch für „Labyrinth der Nacht“) ist der westliche Ausläufer des Grabenbruchsystems Valles Marineris auf dem Planeten Mars.
Das Grabennetz ist etwa 1200 Kilometer lang und bis zu 5 Kilometer tief. Es befindet sich etwas südlich am Äquator auf der Tharsis-Aufwölbung.